# Rümmingen
Rümmingen es un municipio en el distrito de Lörrach, Baden-Wurtemberg, Alemania. Está ubicado en el extremo suroeste de la Selva Negra en el valle del Kander a una altitud de 275 a 454 m s. n. m. a unos 5 km al noroeste de Lörrach, 6 km al norte de la frontera con Suiza y 7 km al este de la frontera con Francia. Tiene unos 1.600 habitantes. La localidad fue mencionada por vez primera como Romaninchova en un documento del año 767 cuando fue vendido al monasterio de San Dionisio cerca de París.